# Zastava Malezije
Zastava Malezije, poznata i kao Jalur Gemilang ("Pruge ponosa"), sadrži 14 uzastopnih crvenih i bijelih pruga s plavim kvadratom u gornjem lijevom kutu s polumjesecom i 14-krakom zvijezdom, poznatoj kao Bintang Persekutuan (Federalna zvijezda). Četrnaest pruga jednake širine predstavljaju jednak status 13 malezijskih država i federalne vlade, a 14 krakova na zvijezdi jedinstvo između tih entiteta. Polumjesec predstavlja Islam, službenu religiju zemlje, žuta boja je kraljevska boja vladara Malaya, a plava simbolizira jedinstvo stanovnika Malezije.
Iako je vrlo slična zastavi SAD-a, nema nikavih poveznica između te dvije zastave. 

## Vanjske poveznice
- Flags of the World